# RESISTANCE 無懈可擊
「RESISTANCE 無懈可擊」是中島美嘉於2002年11月7日發行的第一張迷你專輯。

## 概述
- 與前作「TRUE 唯美生存」相隔約三個月後的新作，20萬枚完全限定生產。
- 只收錄3首新曲，並收錄標題曲「RESISTANCE」的純音樂，因此內容較趨近於單曲。
- 對應標題曲歌詞中「白色的天使羽毛… (白い天使の羽が…)」，本作隨碟附送一根白色羽毛。
- 本作3首新曲其後全收錄於第二張原創專輯「LØVE 愛無止盡」中。
- 標題曲其後成為2006年．2007年富士電視台連續劇「折翼天使」的主題歌。

## 收錄曲目

### CD
1. RESISTANCE
  - 作詞：秋元康・中島美嘉／作曲：長岡成貢／編曲：COLDFEET
2. HEAVEN ON EARTH (EP Version)
  - 作詞：Ken Kato & Lori Fine／作曲：Lori Fine／編曲：COLDFEET
3. aroma
  - 作詞：中島美嘉／作曲：五島良子／編曲：渡途貴浩
4. LAST WALTZ
  - 作詞：中島美嘉／作曲：岡野泰也／編曲：清水信之
5. STARS (Live Unplugged)
6. RESISTANCE (Instrumental)

### 黑膠唱片
- SIDE-A

1. RESISTANCE (Extended Version)
2. RESISTANCE (Instrumental)

- SIDE-B

1. HEAVEN ON EARTH (Extended Version)
2. HEAVEN ON EARTH (Instrumental)

## 外部連結
- Sony Music Online Japan : 中島美嘉 : RESISTANCE（页面存档备份，存于）